# John Lukacs
John Adalbert Lukacs (geboren als Lukács János Albert te Boedapest, 31 januari 1924 – Phoenixville, 6 mei 2019) was een Amerikaans historicus van Hongaarse afkomst. Hij heeft meer dan 30 boeken geschreven.

## Levensloop
Lukacs was de zoon van een katholieke vader en een joodse moeder. Zijn ouders scheidden voor de Tweede Wereldoorlog. Alhoewel Lukacs katholiek werd opgevoed, moest hij tijdens de oorlog dwangarbeid verrichten in een Hongaars arbeidsbataljon voor Joodse bekeerlingen. Tijdens de Duitse bezetting van Hongarije in 1944 en 1945 ontsnapte hij aan deportatie naar de vernietigingskampen en overleefde hij de belegering van Boedapest.
Toen Hongarije in 1946 koos voor een repressief communistisch regime, vluchtte Lukacs naar de Verenigde Staten. Hij was hoogleraar geschiedenis aan het Chestnut Hill College in Philadelphia van 1947 tot 1994 en voorzitter van de afdeling geschiedenis van 1947 tot 1974. 
In de jaren 1950 bekritiseerde hij de aanpak van senator Joseph McCarthy, in diens strijd tegen het communisme. Lukacs schreef hierover verschillende artikelen in Commonweal, het oudste katholieke opinieblad van de Verenigde Staten.
Hij was ook gasthoogleraar aan universiteiten als Columbia, Princeton, Johns Hopkins University en de Universiteit van Boedapest, Hongarije.

## Opinie
Populisme is volgens Lukacs de grootste bedreiging voor de beschaving. Hij noemt zichzelf een reactionair. Volgens hem is populisme de voedingsbodem van zowel het nationaalsocialisme als het communisme. Een belangrijk uitgangspunt in zijn werken is dat de aristocratische elites vervangen zijn door democratische elites die, door beroep te doen op de massa, trachten macht te verkrijgen.

## Latere werken
In zijn boek dat hij in 2005 uitbracht, Democracy and Populism: Fear and Hatred, schrijft hij over de stand van de Amerikaanse democratie op dat moment. Hij waarschuwt dat het populisme, wat hij als oplopend beschouwt in de VS, het land kwetsbaar maakt voor demagogie. Hij beweert dat een transformatie van liberale democratie naar populisme kan worden gezien in de vervanging van kennis en geschiedenis met propaganda en infotainment. In hetzelfde boek bekritiseert Lukacs gelegaliseerde abortus, pornografie, klonen en seksuele permissiviteit. Dit ziet hij als de toenemende decadentie, verdorvenheid, corruptie en amoraliteit van de moderne Amerikaanse samenleving. 
Hij bracht in 2006 Juni 1941: Hitler en Stalin uit, een studie van de twee leiders met een focus op de gebeurtenissen voorafgaand aan Operatie Barbarossa. In 2007 publiceerde Lukacs George Kennan: A study of Character, een biografie van zijn vriend George F. Kennan, gebaseerd op een bevoorrechte toegang tot Kennan's private papers. Zijn boek Blood, Toil, Tears and Sweat (2008) is een voortzetting van een serie van boeken die Lukacs heeft geschreven over wat hij als de grootheid van Winston Churchill beschouwt. Last Rites (2009) is een verderzetting van de auto-geschiedenis die hij publiceerde in Confessions of an Original Sinner (1990). Zijn laatste werk, The Future of History, werd uitgebracht op 26 april 2011.

## Boeken
Lukacs is gefascineerd door historische werken. Voor hem is Winston Churchill de grootste staatsman van de twintigste eeuw. Hij beschrijft regelmatig in zijn werken het duel tussen Winston Churchill en Adolf Hitler.Hij heeft meerdere boeken over Hitler geschreven, waaronder Hitler en de geschiedenis, Vijf dagen in Londen en Langs kromme lijnen.
Hij probeert op zijn manier een mening te geven over Hitler en behandelt niet alleen de wijze waarop over Hitler wordt geschreven, maar ook over andere kanten van de man.
Lukacs heeft herhaaldelijk kritiek geuit op marxistische en liberale historici die beweren dat de meerderheid van de Duitse arbeidersklasse sterk antinazi was. Volgens Lukacs is het precies het tegenovergestelde.

## Video's
- John Lukacs -Lecture 2, Part 4
- Video youtube : John Lukacs -Lecture 1, Part 5
- Video Youtube : John Lukacs -Lecture 2, Part 1
- Video Youtube : John Lukacs, author of "Five Days in London, May 1940"
- Author John Lukacs: "Escape From Davao"